# Comics Guaranty
Comics Guaranty LLC, также известная как CGC, — компания, осуществляющая оценку и ранжирование комиксов. CGC основана в 2000 году и располагается в Сарасоте, штат Флорида. Компания является первой независимой третьей стороной в оценке качества комиксов и за время существования оценила более семи миллионов комиксов.

## Процедура

### Оценивание
Комиксы отправляются в CGC, где их оценивают и упаковывают в герметичные упаковки. Отправка осуществляется либо самими владельцами комиксов, которые заполняют специальную форму на сайте CGC, либо через компании-посредники. На первом этапе комиксы проверяются на наличие очевидных дефектов (отсутствие страниц и тому подобное); на втором этапе их распределяют на три категории в специальной комнате с контролируемыми температурой. Итоговую оценку определяет главный оценщик. Например, если на двух этапах комикс оценщики оценили на 7 баллов, но главный оценщик оценил на 7,5, то в итоге комикс получит оценку в 7,5 баллов. Баллы (от 0,5 до 10) даются на основании тщательного осмотра комиксов оценщиками — их проверяют на предмет повреждений и признаков устранения повреждений и восстановления.
В процедуре оценки важную роль играет состояние комикса. Например, два выпуска Action Comics #1, где впервые появляется Супермен, были проданы в 2010 году на интернет-аукционе Comic Connect за рекордные цены. Один из экземпляров был оценён CGC на 8.0 баллов и продан за 1 миллион долларов. Второй экземпляр получил оценку в 8.5 баллов и был продан за 1,5 миллиона долларов, что является рекордной стоимостью комикса. Экземпляр, оценённый на 9.0, в 2014 году продавался на аукционе со стартовой ценой в 3,2 миллиона долларов.
В дополнение к системе баллов, CGC помечают комиксы цветными ярлыками:
| Ярлык (оригинал)          | Описание |
| ------------------------- | --- |
| Universal                 | обычный комикс |
| Universal No Grade (NG)   | комикс в настолько плохом состоянии, что CGC не смогла дать ему оценку, а смогла установить только то, что это настоящий оригинальный комикс.                                                                    |
| Restored                  | комикс, при осмотре которого выявлены признаки восстановления, которое в свою очередь подразделяется на любительское (A) или профессиональное (P).                                                               |
| Qualified                 | комикс со значительным дефектом, который необходимо особо указать, либо комикс с какой-либо неизвестной подписью.                                                                                                |
| Signature Series          | комикс, подписанный кем-то, имеющим значение в комикс-индустрии, что установлено сотрудником CGC, а подпись на комиксе определена как настоящая.                                                                 |
| Signature Series Restored | комикс с подписью, на котором обнаружены признаки восстановления; ярлык имеет так же жёлтый цвет, но текст наносится фиолетовым цветом.                                                                          |
| Modern                    | более не используется, ранее использовался для современных комиксов. В настоящее время CGC принимает комиксы, помеченные этим ярлыком, чтобы переупаковать их в новые упаковки с синим ярлыком и той же оценкой. |
| Wizard First              | более не используется, ранее использовался CGC для комиксов, предложенных к оценке журналом Wizard Magazine. |

После присваивания оценки, комиксы упаковывают в материал Barex — газонепроницаемую пластмассу. Затем комиксы под давлением упаковывают в прозрачную, твердую пластиковую капсулу с применением ультразвуковой вибрации. На сленге этот процесс часто называют «наслаивание» (англ. slabbing), и ведутся споры, обеспечивает ли он лучшую защиту, чем подложка с нейтральной кислотностью и плёнка Mylar. На ярлыке сверху указываются название комикса, дата, его оценка, качество страниц и все остальные отметки, о которых оценщики посчитали нужным сообщить.

### Определение подделок и признаков восстановления
Комиксы, отмеченные ярлыком «Restored» (рус. Восстановленный) (известным среди коллекционеров как «фиолетовый ярлык смерти») значительно теряют в цене, так как оригинальный комикс более ценен, чем восстановленный. Поиск признаков восстановления — первый этап определения оценщиками подлинности комикса. С 2008 года CGC также используют ярлык «No Grade» (NG), что означает, что в комиксе отсутствует обложка или какая-либо из страниц. 